# Deutschordensbanner der Schlacht bei Tannenberg
Die Deutschordensbanner der Schlacht bei Tannenberg (1410) sind jene Fahnen des Deutschen Ordens, die den polnisch-litauischen Siegern nach der Schlacht bei Tannenberg (in Polen als Schlacht bei Grunwald bezeichnet) in die Hände fielen und als Zeichen des Triumphes in der Krakauer Wawelkathedrale sowie im Wilnaer Dom aufgehängt wurden. Die Spur der letzten noch existierenden Originalfahnen verliert sich um 1800. Allerdings wurden während der Zweiten und Dritten Polnischen Republik eine Reihe von Nachbildungen angefertigt, die heute zum Teil in Krakau und im Museum auf dem Gelände des einstigen Schlachtfeldes ausgestellt sind.

## Geschichte
Nach ihrem am 15. Juli 1410 errungenen Sieg über den Deutschen Orden ließen der polnische König Władysław II. Jagiełło (reg. 1386–1434) und der litauische Großfürst Vytautas (reg. 1392–1430) die erbeuteten Banner der militärischen Kontingente ihres Gegners einsammeln. Der größere Teil von ihnen wurde nach Krakau, der Rest nach Wilna gebracht und dort in den jeweiligen Domkirchen zur Erinnerung an den errungenen Sieg sowie als Zeichen des Triumphes aufgehängt. Über den weiteren Verbleib der nach Wilna gebrachten Ordensbanner ist nichts bekannt; die Fahnen, die in der Krakauer Domkirche am 25. November 1411 am Grab des heiligen Stanisław († 1079), des Schutzpatrons Polens, feierlich aufgehängt wurden, befanden sich fortan in der Obhut des Domkapitels. Um 1422 waren es noch 39 Fahnen, zu denen später noch fünf livländische aus der 1431 ausgetragenen Schlacht bei Nakel (nahe dem heutigen Nakło nad Notecią) hinzukamen.
1448 wurden insgesamt 46 Ordensfahnen auf Veranlassung des Krakauer Domkapitels und des Bischofs Zbigniew Oleśnicki (1389–1455) durch den Krakauer Maler Stanisław Durink auf Pergamentblättern farbig dargestellt. Der Krakauer Domherr, bischöfliche Sekretär und spätere Geschichtsschreiber Jan Długosz (1415–1480) ließ die anfangs losen Blätter zu einem Kodex binden und mit kurzen Erläuterungen zu den einzelnen Fahnen versehen. Auf diese Weise entstand das als Banderia Prutenorum bekannte prächtige Bildinventar der Ordensfahnen, das nach 1455 noch um zehn weitere Fahnendarstellungen erweitert wurde. 51 der insgesamt 56 auf diese Weise dargestellten Banner sollen aus der Schlacht bei Tannenberg stammen.
Die Banderia Prutenorum, welche die Fahnen – Banner und Gonfanons – des Hochmeisters und der Ordensgebietiger, der einzelnen Komtureien sowie der Städte und Bistümer in Preußen, einschließlich Kulmer Land und Pommerellen zeigen, existieren heute noch und stellen eine erstrangige Quelle für die Erforschung der Ordensgeschichte dar. Die Originale der Ordensfahnen werden jedoch seit 1603 nicht mehr erwähnt. Die meisten von ihnen dürften in der Folgezeit wohl aufgrund ihres Alters und der damit verbundenen Materialermüdung verloren gegangen sein. Im Zuge der Ende des 18. Jahrhunderts erfolgten Teilungen Polens wurden die bis dahin immer noch verbliebenen restlichen Banner durch die österreichische Teilungsmacht, der die Stadt Krakau zugefallen war, nach Wien verbracht und sind seither verschollen.
Als 1936 in Polen der Beschluss gefasst wurde, den Senatorensaal des Krakauer Wawel als Saal der polnischen Infanterie einzurichten, wurden anhand der Abbildungen der Banderia Prutenorum Nachbildungen der Fahnen von 1410 hergestellt. 18 dieser Nachbildungen fielen nach der Niederlage Polens 1939 den deutschen Besatzern in die Hände. Hans Frank (1900–1946), der Generalgouverneur jener polnischen Gebiete, die nicht direkt ins Reich inkorporiert worden waren, schmückte damit das Dienstzimmer seiner „Residenz“ auf dem Wawel. Auf ihn, der diese Fahnen wohl für Originale gehalten haben dürfte, ging vermutlich auch die Idee zurück, sie in einem feierlichen Akt in die Marienburg, den einstigen Hauptsitz des Deutschen Ordens, „heimzuholen“. Adolf Hitler hatte der Abhaltung eines solchen Festakts bereits zugestimmt, als der Danziger Historiker Erich Keyser (1893–1963) darauf hinwies, dass es sich bei den Ordensbannern nicht um die Originale handle. Zwei Monate vor der geplanten Rückholung kam dieser Hinweis reichlich ungelegen. Man entschloss sich in Krakau daher, der Sache auf den Grund zu gehen, zog zur Klärung des wahren Sachverhalts sogar polnische Gelehrte hinzu und musste feststellen, dass Keysers Angaben den Tatsachen entsprachen.
Trotzdem fand am 19. Mai 1940 die Überführung der Ordensbanner samt feierlichem Festakt in der Marienburg statt. Aus diesem Anlass gab es auch einen Sonderstempel des Postamtes Marienburg, der einen Ritter mit Nasalhelm vor einem Rundschild zeigte und die Umschrift „Einholung der Fahnen des Deutschen Ritterordens 19. 5. 40 Marienburg (Westpr.)“ trug. Nicht beachtet hatte man, dass der Helm des dargestellten Ritters von einem Typ war, den die Ordensritter wohl kaum verwendet haben dürften, und dass der Deutsche Orden im Mittelalter nie die Bezeichnung Ritterorden geführt hatte. Dennoch taten solche Fehler dem Pathos der gehaltenen Reden keinen Abbruch. Albert Forster (1902–1952), der Gauleiter des Reichsgaues Danzig-Westpreußen, in dem die Marienburg lag, reihte in seiner Ansprache die Niederlage von 1410 und den Sieg von 1939 in einen – gemäß dem NS-Weltbild – „in der Geschichte des Ostens“ seit Jahrhunderten währenden „Kampf zwischen dem Deutschtum und dem Polentum“ ein, wobei er betonte, dass dieser nun aber „seinen endgültigen Abschluss gefunden [habe]“. Zur Tatsache, dass man eigentlich nur Fahnennachbildungen „heimgeholt“ hatte, bemerkte Forster, dass diese ja gar nicht im Mittelpunkt des ganzen Festakts stünden. Außerdem, so der Gauleiter, seien diese Nachbildungen „zumindest für die Polen genausoviel wert als ob es Originalfahnen wären. Und darauf kommt es letzten Endes an“.
Da die in die Marienburg gebrachten Nachbildungen der Ordensbanner im Zuge der weiteren Kriegshandlungen verloren gegangen waren, wurden nach 1945 in Polen anhand der Abbildungen von 1448 erneut Nachbildungen angefertigt, zum Beispiel im Jahr 1962 das Banner des Hochmeisters. So wie die Ordensgeschichte bereits in der ersten Hälfte des 20. Jahrhunderts zu aktuellen politischen Zwecken – wenn auch mit unterschiedlicher Zielsetzung – in Polen und im Deutschen Reich instrumentalisiert worden war, so war es auch im 1945 entstandenen neuen Polen nicht möglich, dieses Kapitel der deutsch-polnischen Vergangenheit ruhen zu lassen. Die Niederlage Hitlerdeutschlands wurde nun als ein „zweites Grunwald“ gefeiert, womit auch die „Westverschiebung Polens“ einen weit in die Vergangenheit zurückreichenden Sinn zu haben schien. Die Ordensfahnen fungierten dabei quasi als Verbindungsglied zwischen der Gegenwart und der imaginierten Vergangenheit. Dabei konnten sich die Exponenten dieser Art von Geschichtsbetrachtung auch auf Jan Długosz berufen, der berichtet, dass schon nach der Überführung der Ordensbanner in die Krakauer Kathedrale angeordnet worden sei, diese bei Bedarf später zu erneuern.